# Kuniharu Nakamoto
Kuniharu Nakamoto (Prefectura d'Hiroshima, 29 d'octubre de 1959) és un exfutbolista japonès que disputà cinc 5 partits amb la selecció japonesa.